# Bentvueghels

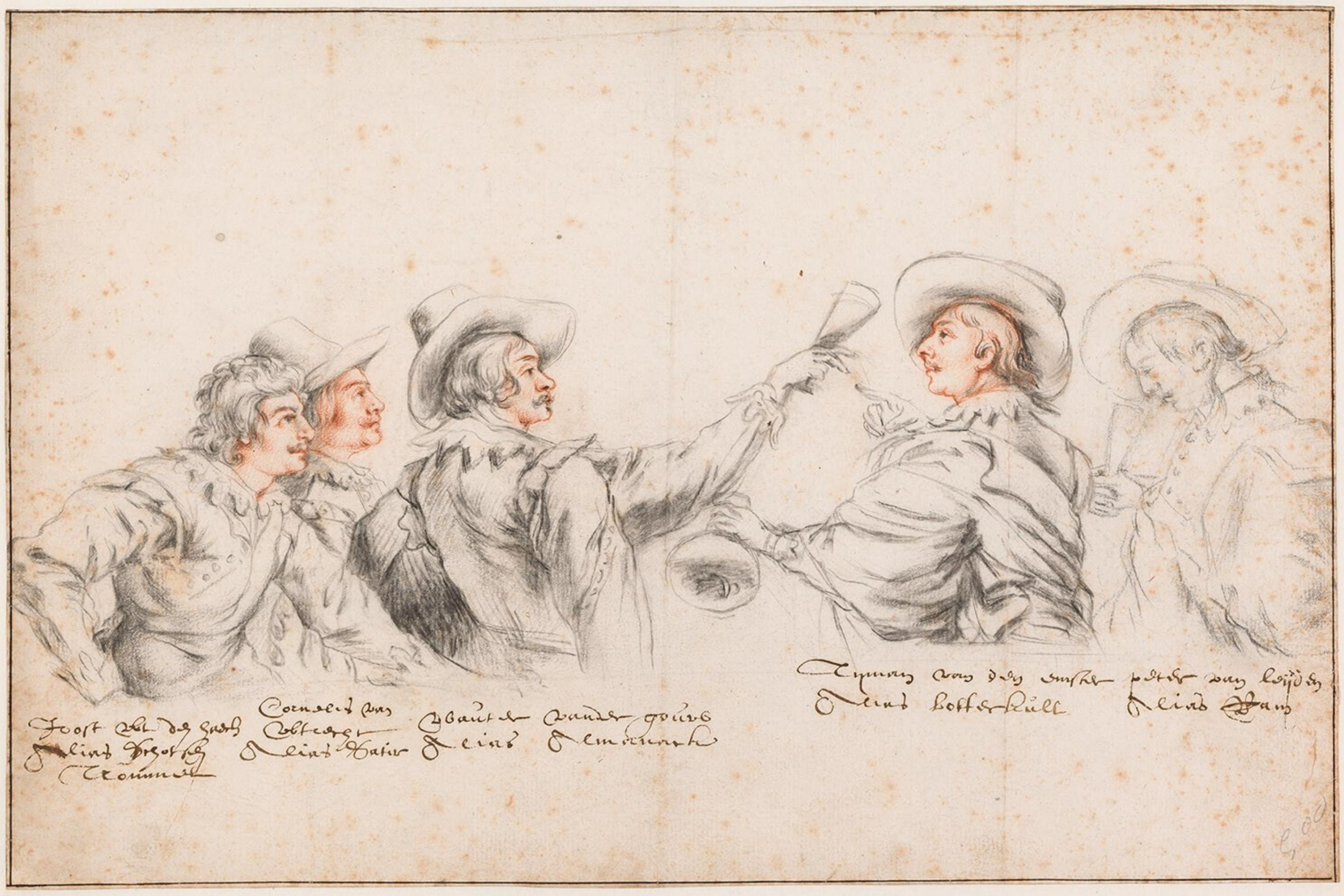
Tekening van Bentveughels. Van links naar rechts Joost uit Den Haag alias Schotsen trommel, Cornelis (Poelenburgh) van Utrecht alias Satier, Wouter (Crabeth) van der Gou alias Almanack, Tyman (Cracht) van den Emster alias Botterkul en Peter van Leiden alias Ram. Begin 17de eeuw, Prentenkabinet Museum Boijmans Van Beuningen, Rotterdam.

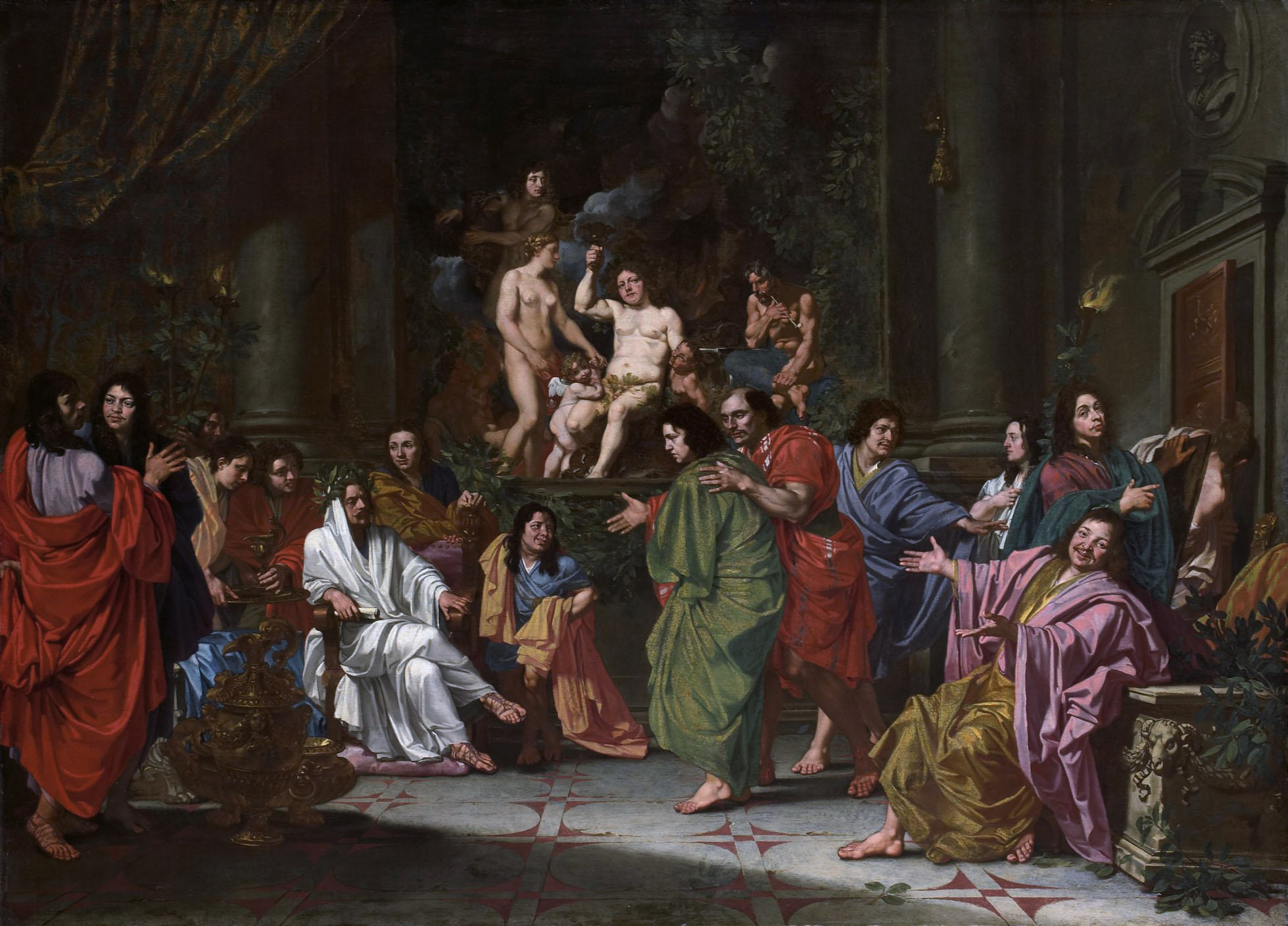
Inwijding van een Bentveughel te Rome (1660)

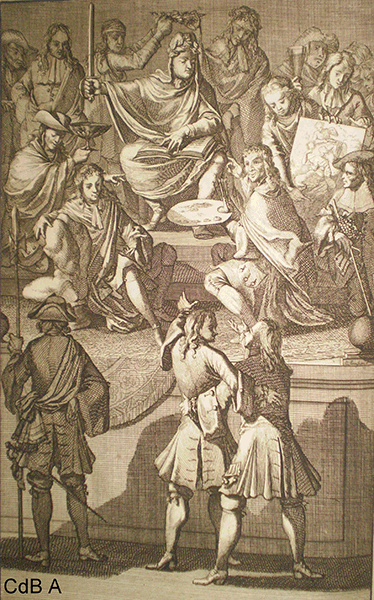
De bendvogels (Bentvueghels) door Cornelis de Bruijn (1776)

De Bentvueghels (ook Bentvuegels of Bentvogels) was een soort broederschap van voornamelijk Noord- en Zuid-Nederlandse kunstenaars in Rome. Bij de Bentvueghels waren kunstschilders, tekenaars, graveurs, beeldhouwers, edelsmeden en ook dichters aangesloten. De Bent werd tussen 1620 en 1627 opgericht en heeft tot circa 1720 bestaan. In de circa honderd jaar dat de broederschap bestond zijn er ongeveer 480 leden geweest.

## Oprichting en doel
Vanaf de 16e eeuw trokken steeds vaker Nederlandse kunstenaars naar Italië om de daar aanwezige kunst te bestuderen in het kader van hun opleiding. Als hoogtepunt gold hierbij een bezoek aan Rome, waar deze jongelingen uiteindelijk regelmatig meerdere jaren verbleven, veelal in de omgeving van parochies als Santa Maria del Popolo en San Lorenzo in Lucina in het noorden van de stad.
In Rome zochten deze aangekomen jonge kunstenaars uit de Nederlanden doorgaans het gezelschap op van de daar al aanwezige kunstenaars uit diezelfde contreien. Tot begin 17e eeuw gebeurde dit vaak in de herberg In de Witte Valck in de Borgo nabij het Vaticaan, waar Nederlandse kunstenaars onder meer gezamenlijk Sinterklaas vierden. Een andere ontmoetingsplek was de winkel van de Delftse apotheker Hendrik de Raeff (Henricus Corvinus), die in 1590 in Rome was aangekomen. De Raeff stuitte in 1591 op de Catacomben van Domitilla, die hij vervolgens regelmatig bezocht met andere Nederlandse kunstenaars. Bij deze afdalingen lieten zij dikwijls hun namen achter op de muren van de catacomben, en vierden zij hun uitstapjes met eet- en drankgelagen. Nadat De Raeff in 1603 trouwde met de dochter van de schilder Frans van den Kasteele werd zijn band met het kunstenaarswereldje in Rome versterkt en ontving hij Nederlandse kunstenaars steeds vaker bij zich thuis. Uit dit gebruik is geleidelijk aan de broederschap van de Bentvogels ontstaan. 
Het genootschap kende geen officiële oprichtingsdatum, maar wel werd er in april 1623 een stichtingsfeest gevierd. Ook kenden de Bentvogels geen statuten, programma of andere officiële documenten. De broederschap kende met name een sociale functie, als ontmoetingsplaats voor gelijkgestemde kunstenaars uit de Nederlanden. Dit deden zij vooral tijdens feesten, zoals bij inwijdingsrituelen van nieuwe leden. Daarnaast diende het genootschap als belangenbehartigersvereniging wanneer er conflicten waren met bijvoorbeeld de Accademia di San Luca of de lokale autoriteiten. 

## Inwijdingsritueel
Om lid te kunnen worden van de Bentvueghels moest men een inwijdingsritueel ondergaan, in de aanwezigheid van ten minste zeven leden. Hierbij vormden de aanwezige leden een tableau vivant, waarbij een van de leden de rol van de god van de wijn (Bacchus) op zich nam. Tijdens de ceremonie werd aan het nieuwe lid door de "veldpaap" de regels van de kunst medegedeeld, en werd een bijnaam (Bentnaam) aan hem toegekend. Deze naam verwees vaak naar een opvallende eigenschap of karaktertrek van het lid. Het nieuwe lid moest de bijnaam accepteren. Bekend is het verhaal van Johannes Teiler die ontevreden was met de bijnaam "Ezel". Op zijn kosten werd een tweede ceremonie gehouden om vervolgens als nieuwe bijnaam "De Gouden Ezel" te krijgen.
Na het tableau vivant vond het banket plaats waarbij de wijn rijkelijk vloeide. Dit alles op kosten van het nieuwe lid. Op een anonieme tekening in het Museum Boijmans Van Beuningen in Rotterdam is een aantal van de Bentvueghels met hun bijnaam vastgelegd. De gewoonte om gezamenlijk de wijn aan te spreken komt op deze tekeningen duidelijk naar voren. Zeker vanaf 1650 waren de Bentvuegels berucht om deze drinkgelagen.
Als slot van het ritueel liepen de Bentvueghels gezamenlijk de stad uit naar de Santa Constanza. De aanwezigheid van de sarcofaag van Constantina in dit mausoleum, waarop afbeeldingen stonden van wijnproductie, maakten in combinatie met andere gebouwversierselen als druivenranken dat de Bentvogels dachten dat de Santa Costanza oospronkelijk een tempel voor Bacchus was, de wijngod. Zij kwamen daarom als afsluiting van de doop van een nieuw lid hier een wijnoffer brengen. In de nissen van de Santa Constanza krasten de Bentvogels hun namen op de wanden. Vele gekraste namen zijn tot op de dag van vandaag te zien, wat van waarde is om te weten welke kunstenaars lid waren van het genootschap.
In het boek Reizen van Cornelis de Bruyn door de vermaardste deelen van Klein Asia is een uitgebreide omschrijving opgenomen van zijn "inauguratie bij de bentvogels" welke plaatsvond in het schrikkeljaar 1676. De Bruyn gaf daarbij aan dat enkel leden werden toegelaten die de "Hoog- of Nederduitsche taal" spraken, maar dat zij onderling Rafaël als hun oprichter zagen.  

## Einde
Om alle losbandige feesten in Rome, inclusief die van de Bentvogels, uit te bannen verbood paus Clemens XI in 1720 alle braspartijen die zonder toestemming van de overheid gehouden werden. Tegen die tijd waren eerder bestaande spanningen tussen de Bentvogels en de Accademia di San Luca verminderd. Het nut van de broederschap als ontmoetingsplaats voor kunstenaars was daarmee verdwenen. Doordat met het decreet van Clemens de bacchanalen eveneens niet meer mogelijk waren, stierf de Bentvogel-broederschap hierna vrij snel een stille dood.   

## Ledenlijst
| Een aantal leden van de Bentvueghels en hun aliassen | Een aantal leden van de Bentvueghels en hun aliassen | Een aantal leden van de Bentvueghels en hun aliassen |
| ---------------------------------------------------- | ---------------------------------------------------- | ---------------------------------------------------- |
| Naam                                                 | Alias                                                | Bijzonderheden                                       |
| Willem van Aelst                                     | Vogelverschrikker                                    |                                                      |
| Bartholomeus Appelman                                | Hector                                               |                                                      |
| Simon Ardé                                           | Tovenaer                                             |                                                      |
| Jan Asselijn                                         | Krabbetje                                            |                                                      |
| Dirck van Baburen                                    | Biervlieg                                            |                                                      |
| Jacobus de Baen                                      | Gladiator                                            |                                                      |
| David Beck                                           | Gulden Scepter                                       |                                                      |
| Jan van Bijlert                                      | Aeneas                                               |                                                      |
| Cornelis Bloemaert                                   | Winter                                               |                                                      |
| Jan Frans van Bloemen                                | Orizonte                                             |                                                      |
| Norbert van Bloemen                                  | Cefalus                                              |                                                      |
| Pieter van Bloemen                                   | Standaard                                            |                                                      |
| Jacobus Blondeau                                     | Weyman                                               | Lid in 1668                                          |
| Gregorius Bodelot                                    | Goudgeld                                             | Lid in 1668                                          |
| Jan Boeckhorst                                       | Lange Jan                                            |                                                      |
| Pieter Bolckman                                      | Roeper                                               | Werd lid in 1668                                     |
| Paulus Bor                                           | Orlando                                              |                                                      |
| Francis van Bossuit                                  | Waarnemer                                            |                                                      |
| Andries Both                                         | Onbekend                                             |                                                      |
| Jan Both                                             | Onbekend                                             |                                                      |
| Valentin de Boulogne                                 | Innamorato                                           |                                                      |
| Leonard Bramer                                       | Nestelghat                                           |                                                      |
| Bartholomeus Breenbergh                              | Het Fret                                             |                                                      |
| Abraham Brueghel                                     | Ryngraaf                                             |                                                      |
| Jan Baptist Brueghel                                 | Meleager                                             |                                                      |
| Cornelis de Bruijn                                   | Adonis                                               |                                                      |
| Jan van Bunnick                                      | Keteltrom                                            |                                                      |
| Joost Campen                                         | Stokkade                                             |                                                      |
| Louis Cousin                                         | Gentiel                                              |                                                      |
| Wouter Crabeth                                       | Almanack                                             |                                                      |
| Tyman Arentsz Cracht                                 | Botterkul                                            |                                                      |
| Ignatius Croon                                       | Goudtvinck                                           |                                                      |
| Jan Daval                                            | Doublet                                              | Lid in 1668                                          |
| Arnoldus Doudelet                                    | Smiltkroes                                           | Lid in 1668                                          |
| Willem Doudijns                                      | Diomedes                                             |                                                      |
| Karel Dujardin                                       | Bockbaert                                            |                                                      |
| Robbert Duval                                        | La Fortune                                           |                                                      |
| Jan van Essen                                        | Santruyter                                           |                                                      |
| Pieter Frits                                         | Welgemoet                                            |                                                      |
| Wybrand de Geest                                     | De Friesche Adelaar                                  |                                                      |
| Abraham Genoels                                      | Archimedes                                           |                                                      |
| Pieter Anthonisz. van Groenewegen                    | Leeuw                                                |                                                      |
| Reynier van Heuckelom                                | Wolf                                                 |                                                      |
| Jacob de Heusch                                      | Afdruk of Copia                                      |                                                      |
| Willem de Heusch                                     | Onbekend                                             |                                                      |
| Adriaen Honich                                       | Lossenbruy                                           |                                                      |
| Samuel van Hoogstraten                               | Batavier                                             |                                                      |
| Pieter van der Hulst                                 | Zonnebloem                                           |                                                      |
| Joost uit Den Haag                                   | Schotsen Trommel                                     |                                                      |
| Willem van Ingen                                     | Den Eersten                                          |                                                      |
| Adriaen van der Kabel                                | Geestigheid                                          |                                                      |
| Gerard van Kuijl                                     | Stijgbeugel                                          |                                                      |
| Pieter van Laer                                      | Il Bamboccio en Snuffelaer                           |                                                      |
| Laurens van der Leen                                 | Gelt Genoeg                                          | Lid in 1668                                          |
| Jacob Leyssens                                       | Notenkraker                                          |                                                      |
| Jan Linsen                                           | Hermafrodito                                         |                                                      |
| Hendrik Frans van Lint                               | Studie                                               |                                                      |
| Johann Liss                                          | Pan                                                  |                                                      |
| Claude Lorrain                                       | Orrizzonte                                           |                                                      |
| Lambertus Lowis                                      | Olifant                                              |                                                      |
| Jan Miel                                             | Honingh-Bie                                          |                                                      |
| François Moens                                       | De Vlucht                                            |                                                      |
| Willem Molijn                                        | Steekruijter                                         |                                                      |
| Hendrick Mommers                                     | Slempop                                              |                                                      |
| Isaac de Moucheron                                   | Ordenantie                                           |                                                      |
| Pieter Mulier de Jonge                               | Tempeest                                             |                                                      |
| Franciscus de Neve (II)                              | Bloosaerken                                          |                                                      |
| Jan van Olie                                         | Santrieter (Zandrijder)                              | Lid in 1668                                          |
| Reinier van Persijn                                  | Narcissis                                            |                                                      |
| Cornelis van Poelenburgh                             | Satyr                                                | Wordt in 1617 lid                                    |
| Christoffel Puytlinck                                | Trechter                                             |                                                      |
| Willem Schellinks                                    | Spits                                                |                                                      |
| Johann Heinrich Schönfeld                            | Triangel                                             |                                                      |
| Otto Marseus van Schrieck                            | Snuffelaer                                           |                                                      |
| Theodoor van der Schuer                              | Vrientschap                                          |                                                      |
| Hendrik Smidts                                       | Getrouwe Herder                                      | Lid in 1668                                          |
| Jacob van Staverden                                  | IJver                                                |                                                      |
| Herman van Swanevelt                                 | Heremyt                                              |                                                      |
| Johannes Teiler                                      | Speculatie (eerder Ezel en Gouden Ezel)              |                                                      |
| Augustinus Terwesten                                 | Patrijsvogel                                         |                                                      |
| Robbert Duval                                        | La Fortune                                           |                                                      |
| Johannes de Veer                                     | Paradijsmeester                                      | Lid in 1668                                          |
| Pieter Verbruggen (II)                               | Ballon                                               |                                                      |
| Jan Baptist Weenix                                   | Ratel                                                |                                                      |
| Carel de Vogelaer                                    | Distelbloem                                          |                                                      |
| Michiel van der Voort                                | Welgemaeckt                                          |                                                      |
| Erasmus Voss                                         | Chiron                                               |                                                      |
| Dominicus van Wijnen                                 | Ascanius                                             |                                                      |
| Theodoor Wilkens                                     | Goedewil                                             |                                                      |
| Matthias Withoos                                     | Calzetta bianca                                      |                                                      |
| Gaspar de Witte                                      | Grondel                                              |                                                      |
| Casper van Wittel                                    | Toorts                                               |                                                      |
| Pieter de Zeelander                                  | Kaper                                                |                                                      |
| Johan Zierneels                                      | Lelie                                                |                                                      |